# جنایت‌های نازی علیه ملت لهستان
جنایت‌های نازی علیه ملت لهستان توسط آلمان نازی و نیروهای همدست محور در جریان تهاجم به لهستان، و همچنین گردان‌های کمکی در جریان اشغال متعاقب لهستان در طی جنگ جهانی دوم انجام شدند ، و باعث کشته شدن میلیون‌ها لهستانی‌تبار و نابودی سیستماتیک لهستانی‌های یهودی گشتند. آلمانی‌ها این نسل‌کشی‌ها را بر پایه سیاست نژادی خود، که لهستانی‌ها و سایر مردمان اسلاو را از نظر نژادی فرومایه و دون‌انسان به‌شمار می‌برد و یهودیان را تهدیدی دائمی، توجیه می‌کردند. تا سال ۱۹۴۲، آلمانی‌های نازی در حال اجرای نقشه خود را برای کشتن همه یهودیان در اروپای تحت اشغال بودند، و همچنین برنامه‌هایی برای از میان بردن مردم لهستان از راه کشتار، پاک‌سازی قومی، بردگی و پاکسازی از راه کار اجباری، و جذب اقلیت کوچکی از لهستانی‌های «دارای ارزش نژادی» به هویت آلمانی داشتند.
در طول جنگ جهانی دوم، آلمانی‌ها نه تنها میلیون‌ها لهستانی (یهودی و غیره) را به قتل رساندند، بلکه میلیون‌ها تن دیگر را با تبعید اجباری پاکسازی قومی کردند تا جا برای مهاجران آلمانی دارای «نژاد برتر» باز شود (نگاه کنید به طرح جامع برای شرق و سیاست لبنسراوم). بنا بر منابع گوناگونی همچون مؤسسه یادبود ملی لهستان، این نسل‌کشی‌ها جان ۲٫۷ تا ۳ میلیون یهودی لهستانی و ۱٫۸ تا ۲٫۷۷ میلیون لهستانی‌تبار غیر یهودی را گرفتند.
این تعداد بسیار زیاد از کشته‌ها، و فقدان مرگ قابل ملاحظه غیرنظامیان در کشورهای اشغالی دارای «نژاد برتر» اروپایی همانند دانمارک و فرانسه، گواه سیاست‌های نسل‌کشی آلمان علیه لهستانی‌ها بود.
سیاست‌های نسل‌کشی طرح‌های استعماری دولت آلمان، یا Generalplan Ost، پشتوانه اصلی جنایات جنگی و جنایات علیه بشریت بودند که از سال ۱۹۳۹ تا ۱۹۴۵ علیه ملت لهستان صورت گرفتند. طرح جامع نازی‌ها شامل اخراج و نابودی گسترده ۸۵ درصد (بیش از ۲۰ میلیون) شهروند لهستانی از نظر قومی لهستانی‌تبار می‌شد، ۱۵ درصد باقیمانده نیز به برده تبدیل می‌شدند. در سال ۲۰۰۰، با اقدام پارلمان لهستان، نشر آگاهی در مورد جنایات آلمان نازی و شوروی استالینیستی در لهستان به مؤسسه یادبود ملی سپرده شد، که در ورشو در سال ۱۹۹۸ تأسیس شده بود.
از همان آغاز جنگ علیه لهستان، آلمان قصد داشت برنامه آدولف هیتلر را که در کتاب نبرد من آمده بود، برای دستیابی به «فضای زندگی» (Lebensraum) در شرق و اسکان گسترده استعمارگران آلمانی تحقق بخشد. طرح هیتلر امپریالیسم کلاسیک را با ایدئولوژی نژادی نازی ترکیب می‌کرد. در ۲۲ اوت ۱۹۳۹، درست پیش از حمله به لهستان، هیتلر به صراحت به فرماندهان خود اجازه کشتن «بدون رحم یا ترحم همه مردان، زنان و کودکان لهستانی‌تبار یا لهستانی‌زبان» را داد.
بنا بود تا پاکسازی قومی به شکل سیستماتیک علیه مردم لهستان انجام شود. در ۷ سپتامبر ۱۹۳۹، راینهارت هایدریش گفت که تمام اشراف‌زادگان لهستانی، روحانیون و یهودیان باید کشته شوند. در ۱۲ سپتامبر، ویلهلم کایتل روشنفکران لهستانی را به این فهرست افزود. در ۱۵ مارس ۱۹۴۰، رئیس اس‌اس، هاینریش هیملر اظهار داشت: «همه متخصصان لهستانی در صنایع نظامی-صنعتی ما مورد بهره‌کشی قرار خواهند گرفت. بعدها، همه لهستانی‌ها از این جهان ناپدید می‌شوند. ضروری است که ملت بزرگ آلمان حذف همه مردم لهستان را به عنوان وظیفه اصلی خود در نظر بگیرد.» در پایان سال ۱۹۴۰، هیتلر طرح برچیده شدن «همه عناصر برجسته در لهستان» را تأیید کرد.
پس از شکست آلمان در جنگ، دادگاهی نظامی بین‌المللی در نورنبرگ و دادگاه عالی ملی لهستان به این نتیجه رسیدند که هدف از سیاست‌های آلمان در لهستان - یعنی پاکسازی لهستانی‌ها و یهودیان - «دارای تمام ویژگی‌های یک نسل‌کشی به معنای زیستی این اصطلاح» بوده‌است.

## کارزار سپتامبر ۱۹۳۹

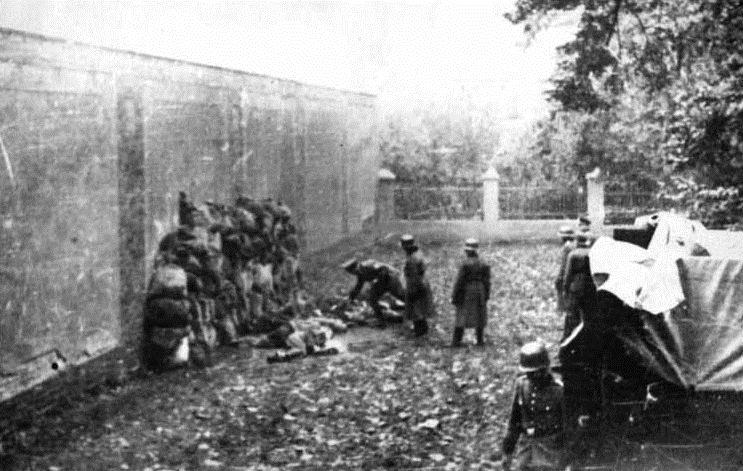
اعدام لهستانی‌نبارها توسط سربازان آینزاتس‌کماندو اس‌اس در لشنو، اکتبر ۱۹۳۹

کمتر از یک سال پیش از آغاز جنگ، در یکم اکتبر ۱۹۳۸، ارتش آلمان مطابق توافقنامه مونیخ به منطقه سودتنلاند وارد شد. عملیات تا ۱۰ اکتبر به پایان رسید. دو هفته بعد، در ۲۴ اکتبر ۱۹۳۸، ریبنتروپ سفیر لهستان را به برشتس‌گادن احضار کرد و ایدهٔ Gesamtlösung هیتلر در مورد کریدور لهستان و ایالت آزاد دانتسیگ را به اطلاع او رساند. سفیر لیپسکی از پذیرش طرح سر باز زد. سه روز بعد، نخستین تبعید دسته‌جمعی اتباع لهستان از آلمان نازی آغاز شد. این تخلیه شامل یهودیانی بود که با گذرنامه لهستانی در آلمان اقامت گزیده بودند. در ۹–۱۰ نوامبر ۱۹۳۸، حمله شب بلورین توسط نیروهای شبه‌نظامی SA انجام شد. هزاران تن از یهودیانی که تابعیت لهستان را داشتند گرد هم آمده و با قطار به مرز لهستان و اردوگاه‌های کار اجباری نازی‌ها فرستاده شدند. این به‌صف‌کشی شامل ۲۰۰۰ لهستانی‌تبار می‌شد که در آنجا زندگی و کار می‌کردند.
همچنین، پیش از حمله به لهستان، نازی‌ها با کمک اقلیت آلمانی که در جمهوری دوم لهستان زندگی می‌کردند، فهرست مفصلی را برای شناسایی بیش از ۶۱٬۰۰۰ هدف لهستانی (عمدتاً غیرنظامی) تهیه کردند. این فهرست بصورت پنهانی به عنوان کتاب ۱۹۲ صفحه‌ای به نام Sonderfahndungsbuch Polen (کتاب پیگرد ویژه لهستان) چاپ شد و تنها شامل نام و تاریخ تولد بود. فهرست شامل سیاستمداران، دانشمندان، بازیگران، روشنفکران، پزشکان، وکلا، نجیب‌زادگان، کشیش‌ها، افسران و بسیاری دیگر می‌شد، و ابزاری بود برای کمک به جوخه‌های مرگ شبه‌نظامی اس‌اس بود که توسط فولکس‌دویچه زلبست‌شوتز پشتیبانی می‌شدند. نخسین آینزاتس‌گروپن در جنگ جهانی دوم توسط اس‌اس در جریان حمله به لهستان شکل گرفت. آن‌ها به پشت خط مقدم جبهه فرستاده شدند تا گروه‌هایی از مردم را که به دلیل موقعیت اجتماعی خود می‌توانستند به مقاومت علیه آلمان‌ها کمک کنند، اعدام کنند. دروغ پرکاربردی که همواره در توجیه کشتارهای بی‌رویه توسط جوخه‌های مرگ متحرک آورده می‌شد، ادعای ساختگی حمله ادعایی به نیروهای آلمانی بود.
در کل، حدود ۱۵۰٬۰۰۰ تا ۲۰۰٬۰۰۰ لهستانی در طی ماه سپتامبر ۱۹۳۹ جان خود را، به دلیل هدف قرار گرفتن بی‌رویه و اغلب آگاهانه مردم غیرنظامی توسط نیروهای متجاوز، از دست دادند. بیش از ۱۰۰٬۰۰۰ لهستانی در بمباران راهبردی لوفت‌وافه، همانند بمباران ویلون، کشته شدند. حملات گسترده هوایی به شهرهایی انجام شد که فاقد زیرساخت‌های نظامی بودند. شهر فرامپول، در نزدیکی لوبلین، در ۱۳ سپتامبر با هدف آزمایش توانایی‌های بمبارانی لوفت‌وافه به شدت بمباران شد؛ چرا که خیابان‌هایی شبکه‌ای داشت و تالار مرکزی شهر در آن به راحتی قابل تشخیص بود. در بمباران فرامپول از ۷۰ تن مهمات بهره گرفته شد، که نابودی ۹۰ درصد ساختمان‌ها و کشته شدن نیمی از ساکنان آن را به همراه داشت. ستون‌های پناهندگان فراری به‌طور سیستماتیک توسط هواپیماهای جنگنده و بمب‌افکن‌های شیرجه‌رو مورد حمله قرار گرفتند.
از جمله شهرها و شهرک‌های لهستانی که در آغاز جنگ مورد بمباران قرار گرفتند می‌توان به این‌ها اشاره کرد: برودنیکا، بیدگوشچ، خلم، چیخانوف، چنتستوخووا،  گرودنو، گرودژیاژ، گدینیا، یانوف، یاسلو، کاتوویچ، کیلتس، کوول، کراکوف، کوتنو، لوبلین، لووف، الکوچ، پیوترکوف تربونالسکی، پلوک، پلوتسک، پوزنان، پوک، رادوم، رادومسکو، سوله‌یوف، ورشو، ویلون، ویلنو و زاموچ.
بیش از ۱۵۶ شهرک و روستا توسط لوفت‌وافه بمباران شدند. ورشو بیشترین ضربه را به دلیل بمباران شدن هم به شکل هوایی و هم توسط توپخانه دید، و بیشتر بخش‌های تاریخی آن با خا یکسان شدند. در این بمباران‌ها، ۶۰٬۰۰۰ تن جان باختند.

### عملیات وحشت‌آفرینی و آرام‌سازی

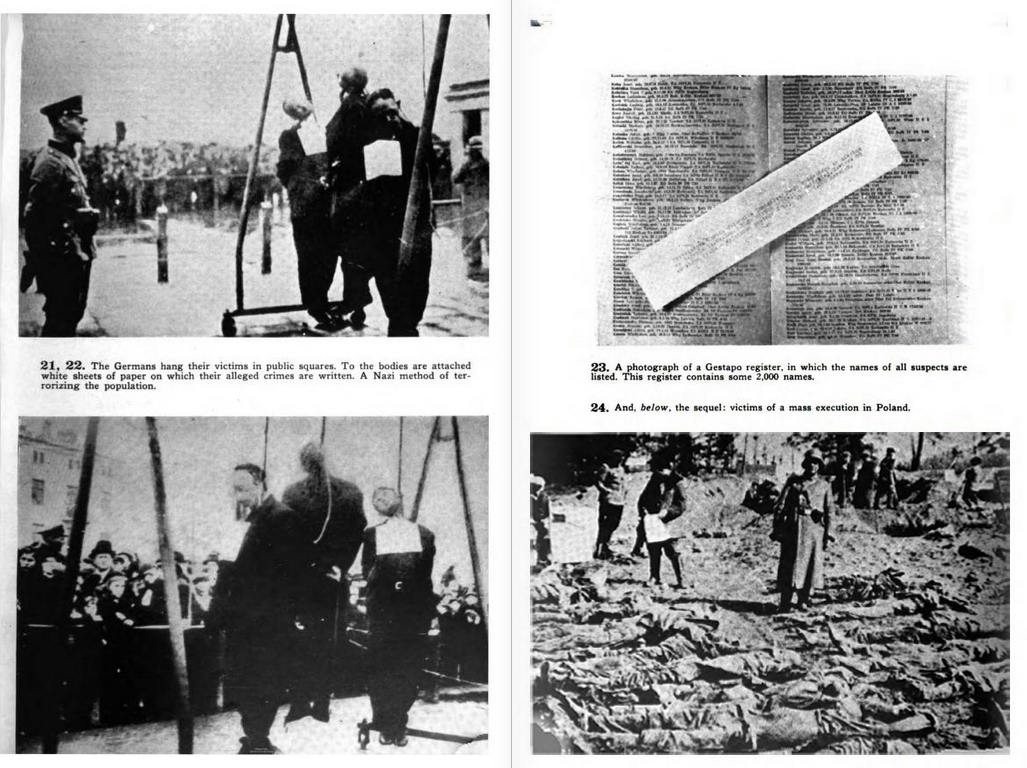
عکس‌هایی از کتاب سیاه لهستان، چاپ شده در ۱۹۴۲ در لندن توسط دولت در تبعید لهستان.

در سه ماه نخست جنگ، از پاییز ۱۹۳۹ تا بهار ۱۹۴۰، حدود ۶۰٬۰۰۰ مقام دولتی سابق، افسران نظامی ذخیره، زمین‌داران، روحانیون و روشنفکران لهستان منطقه به منطقه در جریان عملیات موسوم به اینتلیگنتساکتسیون اعدام شدند، و این شامل بیش از ۱۰۰۰ اسیر جنگی نیز می‌شد. اعدام‌های خودسرانه لهستانی‌ها توسط کلیه نیروهای آلمانی بدون استثنا از جمله، ورماخت، گشتاپو، اس‌اس و Selbstschutz بر خلاف توافقنامه‌های بین‌المللی انجام شدند. این کشتارهای جمعی بخشی از عملیات پنهانی تاننبرگ بودند و نخستین اقدام در جهت جایگزینی مردم محلی با شهرک‌نشینان آلمانی طبق «طرح جامع برای شرق» به‌شمار می‌رفتند. مسیحیان لهستانی و همچنین یهودیان یا در گورهای دسته جمعی که با شتاب کنده شده بودند، کشته شده، یا به زندان‌ها و اردوگاه‌های کار اجباری آلمان فرستاده شدند. هیتلر دستور داده بود: «هر آنچه را که به شکل طبقه فرادست در لهستان پیدا شود، می‌بایست پاکسازی شود.» در جریان اینتلیگنتساکتسیون در پومرانی، استان پومرانی، ۲۳٬۰۰۰ لهستانی کشته شدند. این کارزار توسط عملیات ویژه آرام‌سازی آلمان در لهستان در اواسط دهه ۱۹۴۰ ادامه یافت. عملیات ویژه آرام‌سازی (AB-Aktion) شامل کشتار استادان لووف و اعدام حدود ۱۷۰۰ لهستانی در جنگل پالمیری بود. چندین هزار قربانی غیرنظامی اعدام یا زندانی شدند. آینزاتس‌گروپن همچنین مسئول قتل بی‌رویه یهودیان و لهستانی‌ها در هنگام حمله آلمان به اتحاد جماهیر شوروی ۱۹۴۱ بود.

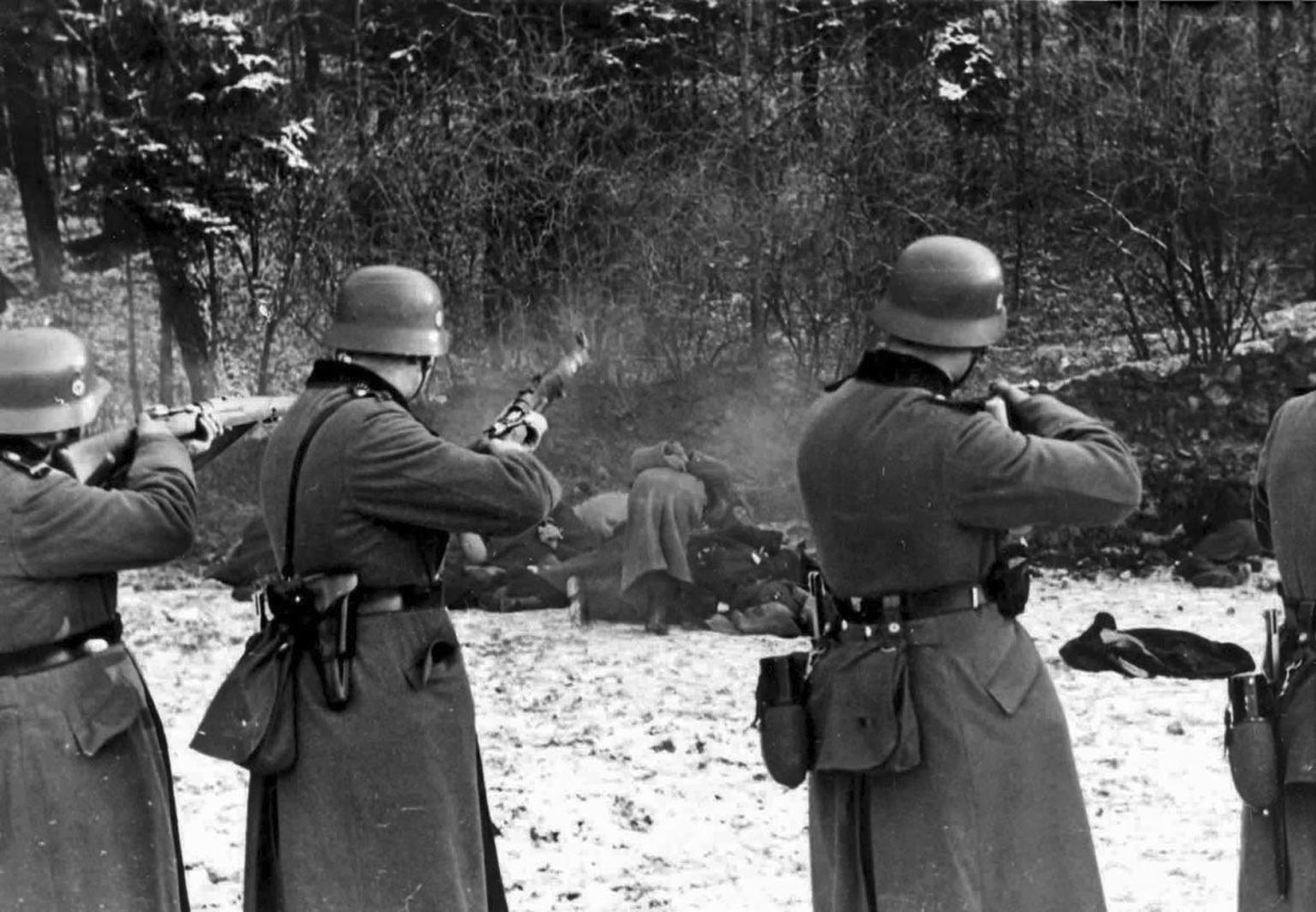
اعدام دسته‌جمعی ۵۶ گروگان در بوخنگا نزدیکی کراکوف، در ۱۸ دسامبر ۱۹۳۹. در پالمیره، حدود ۱٬۷۰۰ لهستانی‌تبار میان ۷ دسامبر ۱۹۳۹ و ۱۷ ژوئیه ۱۹۴۱ به صورت پنهانی اعدام شدند.

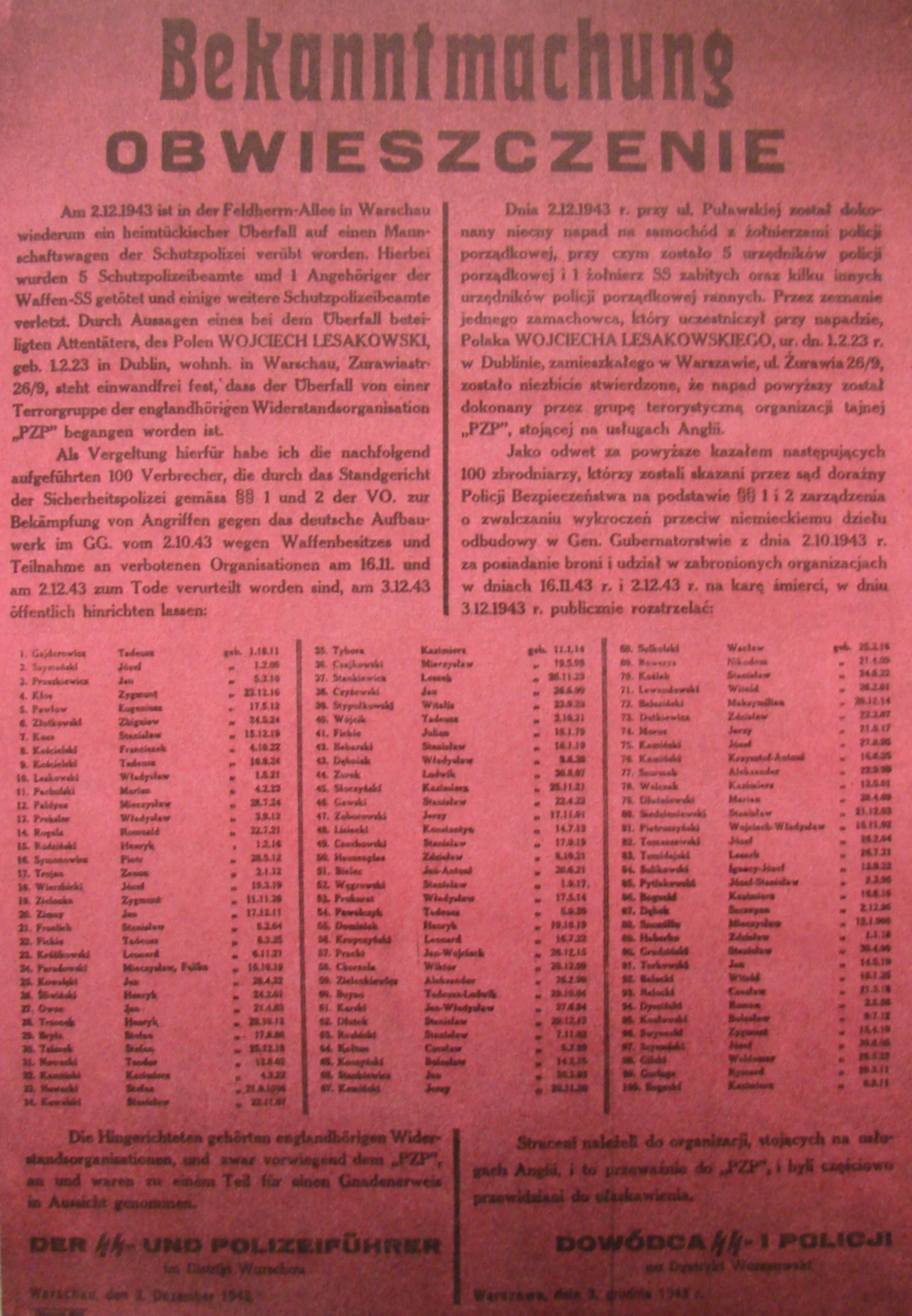
اعلامیه اعدام ۱۰۰ گروگان لهستانی به عنوان انتقام ترور ۵ پلیس آلمانی و ۱ مرد اس‌اس توسط ارتش میهنی (آورده شده با عنوان: یک «سازمان تروریستی لهستانی در خدمت سرویس امنیت بریتانیا»). ورشو، ۲ اکتبر ۱۹۴۳

در صورتی که ضدحمله‌ای توسط نیروهای لهستان علیه نیروهای متجاوز آلمان انجام می‌شد، همه اعضای یک جامعه مسئول شمرده و توسط آلمانی‌ها مجازات می‌شدند. اعدام‌های دسته‌جمعی گروگان‌ها تقریباً هر روز در جریان پیشروی ورماخت در لهستان انجام می‌شدند. مکان، تاریخ و تعداد کشته‌شدگان این کشتارها عبارتند از: استاروگارد (۲ سپتامبر)، ۱۹۰ لهستانی، ۴۰ نفر آن‌ها یهودی ؛ شویکاتووو (۳ سپتامبر)، ۲۶ لهستانی ؛ ویروشوف (۳ سپتامبر)، ۲۰ لهستانی همه یهودی. در ۴ سپتامبر ۱۹۳۹ هنگ ۴۲ پیاده‌نظام (لشکر ۴۶ پیاده‌نظام (ورماخت)) در جریان کشتار چنتستوخووا ۱۱۴۰ تن یا بیشتر (۱۵۰ نفر از آنها یهودی) را در چندین عملیات تیراندازی وحشیانه در چندین نقطه شهر به قتل رساندند. در ایمیلین (۴–۵ سپتامبر)، ۲۸ لهستانی کشته شدند ؛ در کایتانویتس (۵ سپتامبر)، ۷۲ غیرنظامی به انتقام دو اسب آلمانی که توسط شلیک به خودی آلمانی‌ها کشته شده بودند؛ چبینیا (۵ سپتامبر)، ۹۷ شهروندان لهستانی ؛ پیوترکوف (۵ سپتامبر)، بخش یهودیان شهر به آتش کشیده شد ؛ بجین (۸ سپتامبر)، دویست غیرنظامی به آتش کشیده شدند. حدود ۳۰۰ نفر در تورک (۹ سپتامبر) به ضرب گلوله کشته شدند؛ کلکو (۹ تا ۱۰ سپتامبر)، سیصد شهروند اعدام شدند ؛ مسدلا (۱۰ سپتامبر)، ۱۵۳ لهستانی ؛ گمینا بسکو (۱۱ سپتامبر)، ۲۱ لهستانی ؛ کووالویتس (۱۱ سپتامبر)، ۲۳ لهستانی ؛ پیلیکا (۱۲ سپتامبر)؛ ۳۶ لهستانی، ۳۲ تن از آن‌ها یهودی ؛ اولسوو (۱۳ سپتامبر)، ۱۳ تن (نیمی از روستا) و ۱۰ تن از نزدیکی پیتکوو از جمله زنان و کودکانی که با سرنیزه ضربه خورده، توسط نارنجک منفجر شده، یا زنده زنده در یک انبار سوزانده شدند؛ می‌یلتس (۱۳ سپتامبر)، ۵۵ یهودی به آتش کشیده شدند ؛ پیانتک (۱۳ سپتامبر)، ۵۰ لهستانی، هفت نفر از آنها یهودی بودند. در ۱۴–۱۵ سپتامبر، حدود ۹۰۰ یهودی لهستانی در چند تیراندازی همزمان در پرزمیسی و در مدکا تیرباران شدند. تقریباً در همان زمان، در سولتس (۱۴ سپتامبر)، ۴۴ لهستانی کشته شدند ؛ کمی پس از آن در چوینیتس، ۴۰ شهروند لهستانی ؛ گمینا کوتسکو، ۲۳ لهستانی ؛ بادکوف، ۲۲ لهستانی ؛ داینف، دویست یهودی لهستانی. اعدام‌های علنی بسیار فراتر از ماه سپتامبر ادامه یافتند، از جمله در مناطق شهری همانند شهرستان ویروشوف ، گمینا بسکو، گمینا گیدله ، گمینا کلکو ، گمینا رچووو ، و گمینا شننگتسا، و غیره.
در بیدگوشچ و اطراف آن، حدود ۱۰ هزار غیرنظامی لهستانی در چهار ماه نخست اشغال کشته شدند (نگاه کنید به یکشنبه خونین، و دره مرگ). ارتش آلمان و واحدهای شبه نظامی Selbstschutz متشکل از فولکس‌دویچه آلمانی نیز در آن‌ها شرکت داشتند.
نازی‌ها هنگام حمله و در طول اشغال لهستان هزاران تن را به گروگان گرفتند. گروگان‌ها از میان برجسته‌ترین شهروندان شهرها و روستاهای اشغال شده انتخاب می‌شدند: کشیش‌ها، استادان، پزشکان، وکلا، و همچنین رهبران سازمان‌های اقتصادی و اجتماعی و اتحادیه‌های کارگری. با این حال، اغلب، آنها به شکل تصادفی از تمام قشرها جامعه انتخاب می‌شدند و به تلافی هر آلمانی کشته شده گروهی میان ۵۰ تا ۱۰۰ غیرنظامی لهستانی اعدام می‌شدند. حدود ۲۰٬۰۰۰ روستایی، که بعضی از آنها زنده به آتش کشیده شدند، در عملیات تنبیهی گسترده‌ای که هدف آن‌ها مناطق مسکونی روستایی که مشکوک به کمک به مقاومت یا پنهان کردن یهودیان و دیگر فراریان بودند، کشته شدند. در این عملیات هفتاد و پنج روستا ویران شدند. لهستان تنها کشور در اروپای اشغالی بود که مجازات پنهان کردن یک یهودی در آن، اعدام همه افراد خانوار بود. قوانین دیگر نیز به همین شکل بیرحمانه بودند.

## پاکسازی قومی و اخراج اجباری دسته‌جمعی

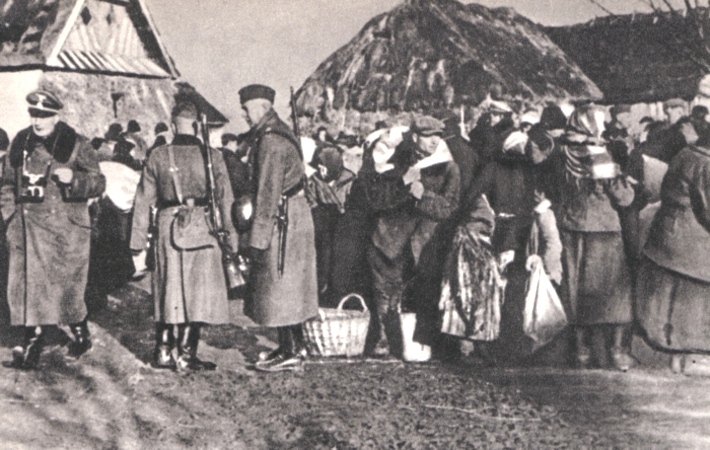
اخراج لهستانی‌ها از روستاهای منطقه زاموچ توسط اس‌اس آلمان، دسامبر ۱۹۴۲

آلمان برنامه داشت تا جمعیت بومی لهستان را با معرفی قلمرو تازه‌ایجاد شده رایخس‌گائو وارته‌لاند در سال ۱۹۳۹ به شکل کامل از میان ببرد. طبق هدف و ایدئولوژی لبنسراوم، سرزمین‌های پیشین لهستانی می‌بایست توسط مهاجرنشینان نظامی و غیرنظامی آلمان از جمله فولکس‌دویچههای اروپای شرقی تصرف می‌شدند. «آلمانی‌سازی» سرزمین‌های اشغالی توسط رایش بارها توسط دادگاه نورنبرگ محکوم شد، و گفته شد که اقدام به اخراج غیرنظامیان «نه تنها مغایر با قواعد تثبیت شده حقوق بین‌الملل بوده، بلکه در تقابل کامل با اصول اولیه بشریت بوده‌است.» در طول اشغال لهستان، تعداد لهستانی‌های بیرون شده از خانه‌های خود توسط مقامات آلمانی حدود ۲٬۴۷۸٬۰۰۰ تن تخمین زده شده‌است. به منظور بازکردن جا برای استقرار شهرک‌نشینان خارجی، تا حدود ۹۲۸٬۰۰۰ لهستانی‌تبار پاکسازی شدند.
تعداد اتباع لهستانی آواره شده در چهار سال اشغال آلمان شامل این‌ها می‌شدند: از منطقه وارته‌گائو ۶۳۰٬۰۰۰ لهستانی. از سیلزی ۸۱۰۰۰؛ از پومرانی ۱۲۴٬۰۰۰؛ از بزیرک بیاویستوک ۲۸٬۰۰۰؛ و از منطقه تسیخانوو ۲۵۰۰۰ لهستانی و یهودی. در جریان عملیات به اصطلاح «اخراج شتابزده» در پومرلیا، حدود ۳۰٬۰۰۰ تا ۴۰٬۰۰۰ لهستانی اخراج شدند، و از دولت عمومی (به سوی «استقرارگاه‌های» آلمانی) حدود ۱۷۱٬۰۰۰ لهستانی و یهودی. برای پدیدآوردن لاتیفوندهای استعماری جدید، ۴۲ درصد از کشتزارهای ضمیمه‌شده نابود شدند. حدود ۳ میلیون لهستانی برای بردگی به رایش فرستاده شدند. ۵۰۰٬۰۰۰ تن لهستانی‌تبار دیگر نیز پس از قیام ورشو با ۱۸۰٬۰۰۰ کشته، اخراج شدند.
اخراج‌ها آنقدر سریع انجام شدند که آلمانی‌تبارهای اسکان داده شده از گالیسیای شرقی، وولینیا و بوکوفینای رومانی در هنگام به اختیار گرفتن خانه‌های لهستانی‌ها، با وعده‌های غذایی نیمه خورده روی میزها و تخت‌های مرتب نشده که بچه‌های کوچک هنگام اخراج در آنجا خوابیده بودند، مواجه می‌شدند. اعضای جوانان هیتلری و اتحادیه دختران آلمان وظیفه نظارت بر اخراج را بر دوش داشتند تا اطمینان حاصل شود که لهستانی‌ها بیشتر وسایل خود را برای استفاده توسط مهاجران پشت سر گذاشته‌اند. هیملر قول داد که در نهایت همه لهستانی‌ها را به روسیه اخراج کند. در تصور او، پایان نهایی لهستانی‌ها با سوءتغذیه و کار بیش از حد، احتمالاً در مرداب‌های پریپت، جایی که همه لهستانی‌ها در هنگام کاشت در باتلاق‌های مردابی می‌مردند، رقم می‌خورد. برنامه‌هایی برای انتقال دسته‌جمعی و ایجاد اردوگاه‌های کار اجباری برای حداکثر ۲۰ میلیون لهستانی نیز تهیه شده بودند.

## مقاومت لهستان
بهترین نمونه از مقاومت لهستان، نه با هدف آسیب زدن به آلمانی‌ها یا دستیابی به اهداف سیاسی بلکه برای محافظت از لهستانی‌ها، خیزش زاموچ بود. در این رویداد نادر ارتش میهنی دارای رویکرد ضدکمونیستی، همراه با گردان‌های دهقان‌ها که از نظر سیاسی بی‌طرف بودند، و گارد خلق کمونیست و پارتیزان‌های شوروی همه با هم همکاری کردند تا به پشتیبانی از لهستانی‌ها در برابر سوءاستفاده‌های آلمان، عمدتاً اخراج اجباری، و نیز ممانعت از کشتار توسط ارتش شورشی اوکراین، بپردازند. این خیزش باعث شد سرعت اخراج لهستانی‌ها در آلمان و استعمار این منطقه با آلمان بسیار کند شود. آلمانی‌ها تا آنجا پیش رفتند که یک منطقه حائل در اطراف روستاهای دارای ساکنان اوکراینی‌تبار هوادار آلمان ایجاد کردند. دهقانان لهستانی تمایلی به پیوستن به مقاومت مسلحانه نداشتند، اما ناچار شدند از خود محافظت کنند.

## اردوگاه‌ها و گتوها

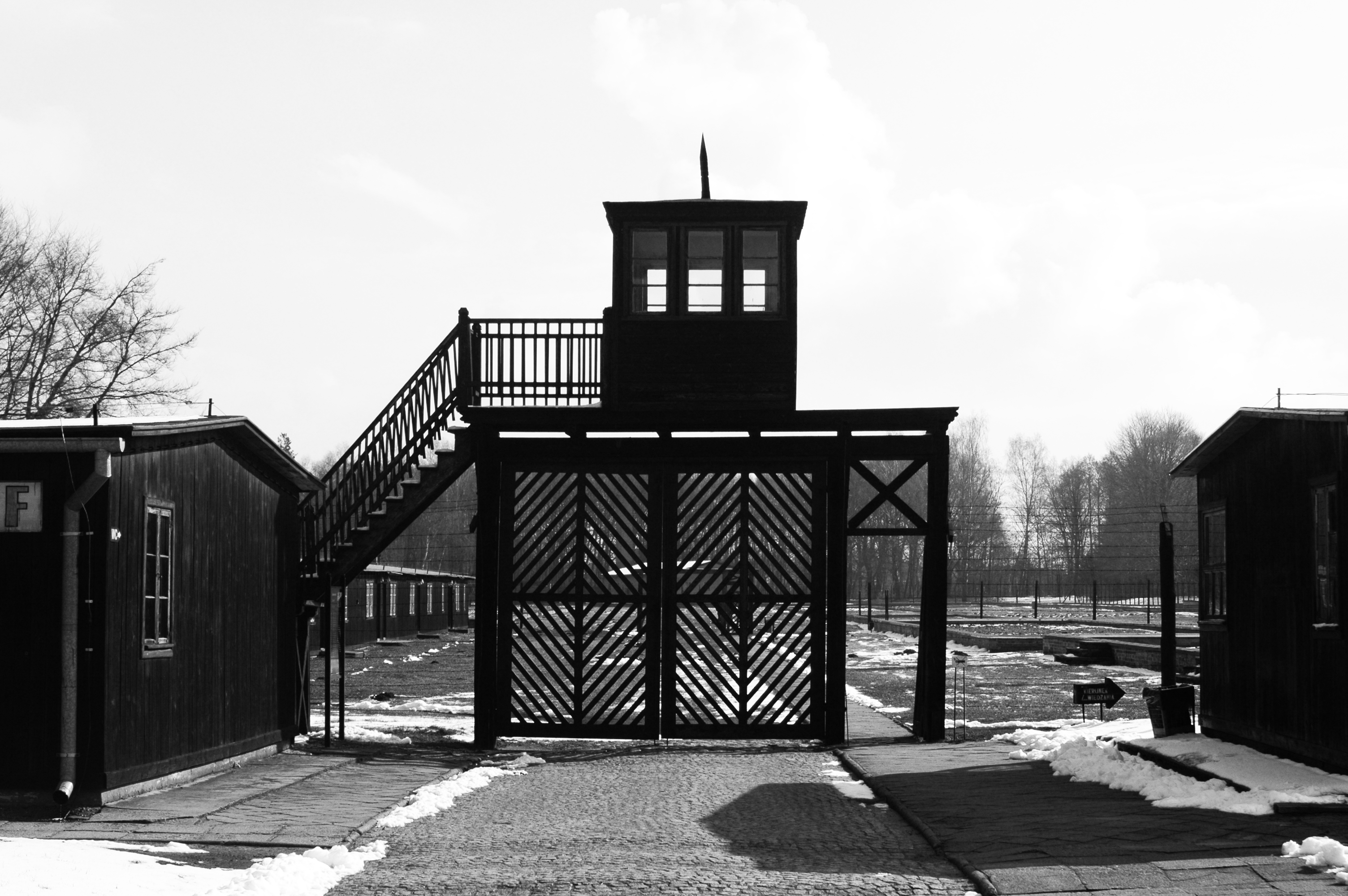
اردوگاه کار اجباری اشتوتهوف در سپتامبر ۱۹۳۹ آغاز به کار کرد؛ نخستین تأسیسات نازی ز این نوع که در بیرون از آلمان ساخته شده بود. سرانجام ۶۵۰۰۰ زندانی لهستانی در این اردوگاه جان باختند.

تقریباً بلافاصله پس از حمله، آلمان و اتحاد جماهیر شوروی اقدام به ایجاد اردوگاه‌هایی در خاک لهستان اشغالی کردند، که شامل اردوگاه‌های اسیران جنگی برای حدود ۲۳۰٬۶۷۲ سرباز لهستانی که در طول سپتامبر ۱۹۳۹ اسیر شده بودند. در اندک زمانی، منطقه لهستانی تقسیم شده تحت کنترل آلمان به زندانی مجازی با بیش از ۴۳۰ مقر ترور سازمان یافته دولتی تبدیل شد. تخمین زده می‌شود که حدود ۵ میلیون شهروند لهستانی هنگام خدمت به اقتصاد جنگی آلمان سر از این زندان‌ها درآوردند. اشغال لهستان توسط آلمان نازی و اتحاد جماهیر شوروی در سپتامبر ۱۹۳۹ آغاز شد. اکثریت ۵۰٬۰۰۰ لهستانی زندانی در ماوتهاوزن-گوسن، بیشتر در گوسن، از میان رفتند. ۱۵۰٬۰۰۰ تن در آشویتس، ۲۰٬۰۰۰ تن در زاخسنهاوزن، ۴۰٬۰۰۰ تن در گروس‌روزن؛ ۱۷۰۰۰ تن در نوینگامه و ۱۰٬۰۰۰ تن در داخائو. حدود ۱۷٬۰۰۰ زن لهستانی در راونسبروک جان خود را از دست دادند. یک مجموعه بزرگ اردوگاهی کار اجباری در اشتوتهوف (شرق گدانسک)، تا تاریخ ۲ سپتامبر ۱۹۳۹ راه‌اندازی شد و تا پایان جنگ با ۳۹ اردوگاه زیرمجموعه به کار خود ادامه داد. تخمین زده می‌شود که ۶۵٬۰۰۰ لهستانی در آنجا کشته شده‌اند. عدد کل افراد کشته‌شده در اردوگاه‌ها، زندان‌ها، و مکان‌های توقیفی با تابعیت لهستانی درون و بیرون از لهستان به بیش از ۱٬۲۸۶٬۰۰۰ تن می‌رسد. تعداد کل اتباع لهستانی که در اردوگاه‌ها، زندان‌ها و محل‌های توقیف در درون و بیرون از لهستان کشته شدند از بیش از ۱ میلیون و ۲۸۶ هزار نفر می‌گذرد. اردوگاه‌های ویژه ای برای کودکان مانند اردوگاه کار اجباری پوتولیتس، لیتزمانشتات برای پسران لهستانی، و اردوگاه کار اجباری دختران لهستانی در جرژونزنا وجود داشتند.
آشویتس در ۱۴ ژوئن ۱۹۴۰ به اردوگاه اصلی برای لهستانی‌ها تبدیل شد. تا مارس ۱۹۴۱، ۱۰٬۹۰۰ زندانی در اردوگاه به ثبت رسیدند که بیشتر آنها لهستانی‌های غیر یهودی بودند. در سپتامبر ۱۹۴۱، ۲۰۰ زندانی بیمار لهستانی به همراه ۶۵۰ اسیر جنگی شوروی در نخستین آزمایش‌های کشتار توسط گاز توسط سیکلون ب کشته شدند. از سال ۱۹۴۲، جمعیت زندانیان آشویتس بسیار متنوع‌تر شد، زیرا یهودیان و دیگر «دشمنان دولت» از سراسر اروپای تحت اشغال آلمان به این اردوگاه در حال گسترش تبعید می‌شدند. فرانچیشک پیپر، تاریخ‌دان برجسته آشویتس، تخمین می‌زند که ۱۴۰٬۰۰۰ تا ۱۵۰٬۰۰۰ لهستانی‌تبار میان ۱۹۴۰ و ۱۹۴۵ به آن اردوگاه آورده شده و ۷۰٬۰۰۰ تا ۷۵٬۰۰۰ در آنجا قربانی اعدام‌ها، آزمایش‌های انسانی، گرسنگی و بیماری شدند.

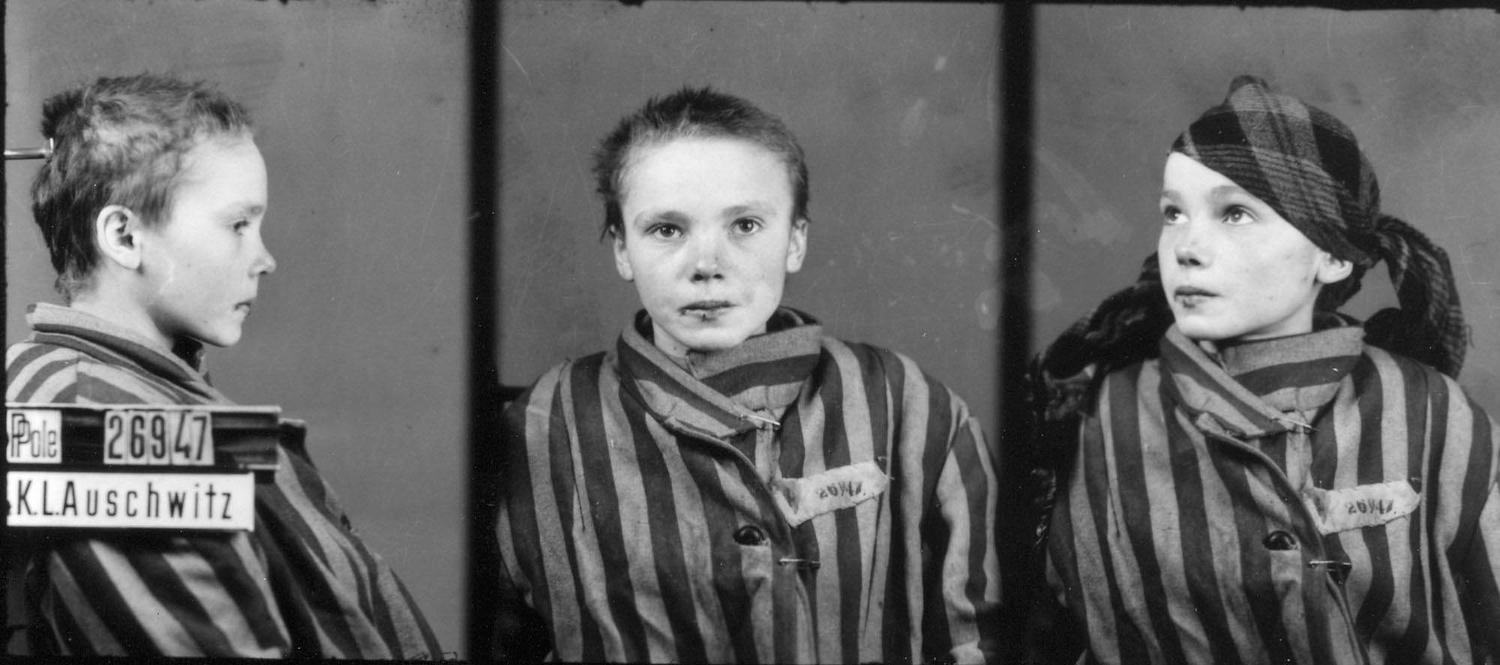
چسواو فوکا - یکی از کودکان لهستانی کشته‌شده در آشویتس توسط نازی‌ها

نمونه‌هایی از آزمایش‌های شبه‌پزشکی در این اردوگاه‌ها رخ دادند. برای نمونه، ۷۴ زن جوان لهستانی تحت آزمایش‌های پزشکی در زمینه پیوند استخوان و ماهیهچه، به منظور بازسازی عصب و عفونت زخم در اردوگاه راونسبروک قرار گرفتند. آزمایش‌هایی با سولفانیل‌آمید بر روی کشیشان کاتولیک در داخائو انجام شدند. بیش از ۳۰۰ کشیش لهستانی در نتیجه آزمایش یا شکنجه جان خود را از دست دادند.
تا سال ۱۹۳۹، آلمانی‌ها همه لهستانی‌ها را بر مبنای‌تبار تقسیم کرده بودند. به عنوان بخشی از برنامه اخراج و به‌برده‌کشی، یهودیان از دیگر جمعیت غیرنظامی جدا شده و در گتوهای تازه تأسیس قرار داده شدند. در شهرهای کوچکتر، گتوها به عنوان مکان‌هایی موقت برای اخراج دسته‌جمعی عمل می‌کردند، در حالی که در مراکز شهری با وجود گرسنگی بی‌مانند و اجساد مردگانی که در خیابان‌ها تلنبار می‌شدند، آن‌ها به ابزاری برای «کشتار منفعلانه و کند» تبدیل شدند. گتوهای یهودی با محله‌های سنتی یهودی‌نشین تطابقی نداشتند. به لهستانی‌تبارها و اعضای دیگر گروه‌ها دستور داده شد که خانه‌هایی را که درون گتوها قرار می‌گرفتند ترک کرده و در مکان دیگری اقامت کنند.
گتو ورشو بزرگترین گتو در کل اروپای اشغالی بود؛ با جمعیتی بیش از ۴۰۰٬۰۰۰ یهودی که در منطقه ای به مساحت ۳٫۴ کیلومتر مربع قرار داشتند، یعنی ۷٫۲ نفر در هر اتاق. گتو ووچ دومین گتو بزرگ بود که حدود ۱۶۰٬۰۰۰ زندانی را در خود جای داده بود. تا اواخر ۱۹۴۱، بیشتر حدود ۳٫۵ میلیون یهودی لهستانی به گتوها رانده شده بودند، اگرچه آلمانی‌ها می‌دانستند که این روش پایدار نخواهد بود. بیشتر زندانیان بختی برای تأمین هزینه‌های خود نداشتند و پس‌اندازی نیز برایشان به منظور پرداخت به اس‌اس برای تأمین قوت غالب باقی نمانده بود.

## کار اجباری

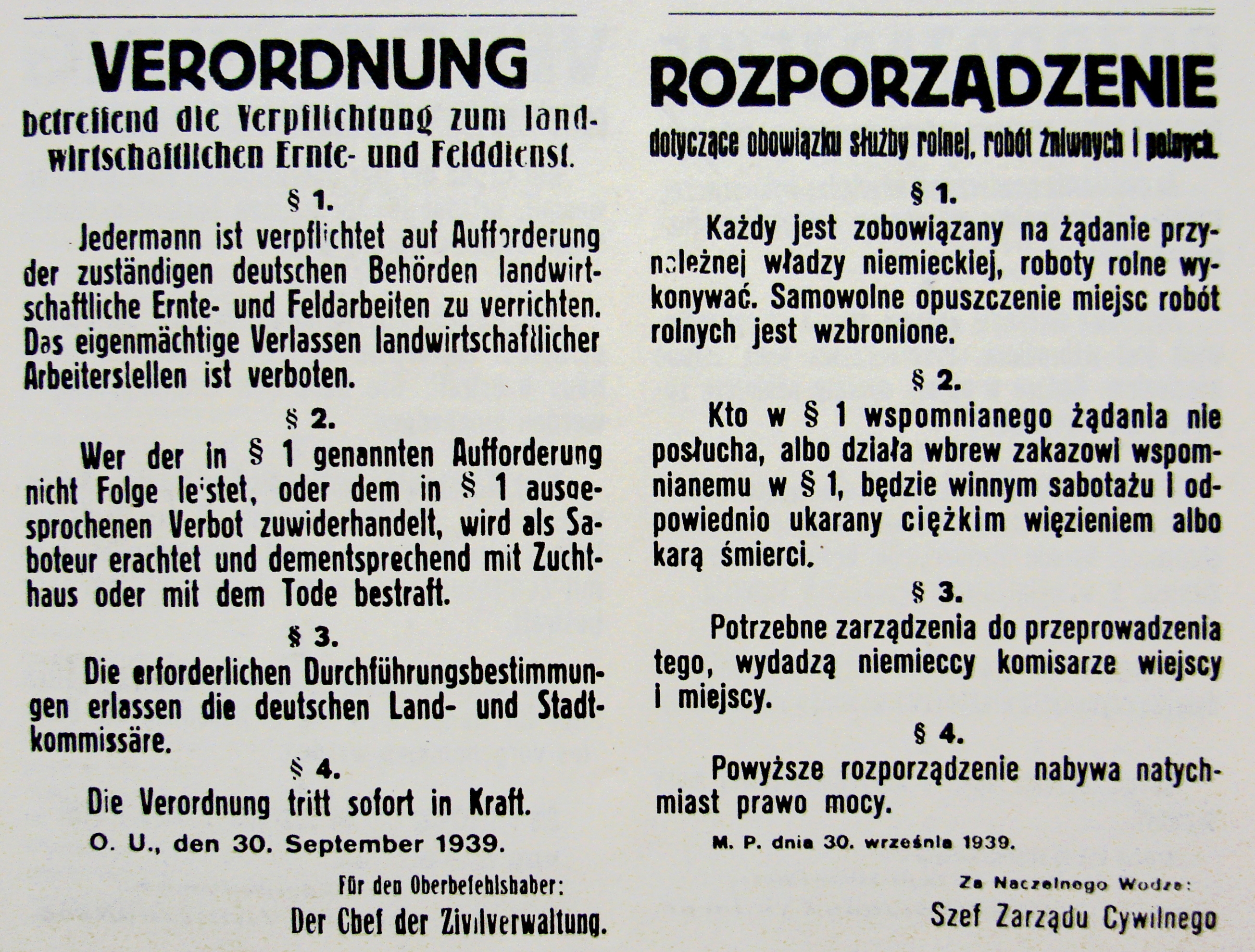
اعلامیه آلمانی به تاریخ ۳۰ سپتامبر ۱۹۳۹ در لهستان اشغالی، که در آن مجازات کار نکردن در دوره برداشت محصول مرگ تعیین شده‌است.

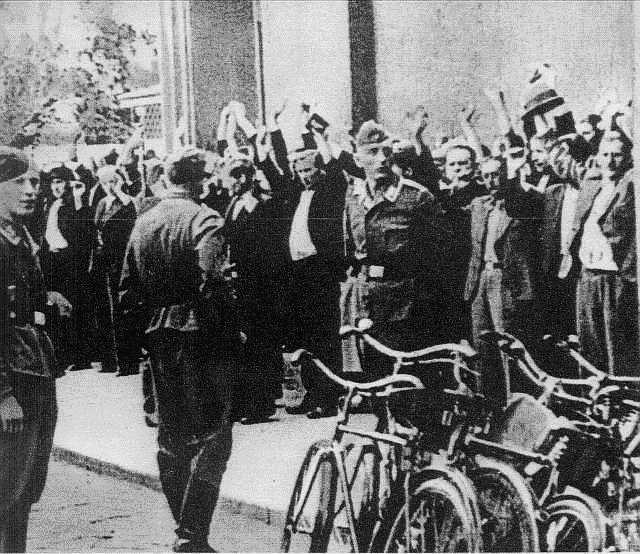
به‌صف‌کشی شهروندان گروگان لهستانی دستگیر شده توسط سربازان آلمانی، سپتامبر ۱۹۳۹

در اکتبر ۱۹۳۹، نازی‌ها فرمانی را دربارهٔ کار اجباری برای یهودیان بالای ۱۲ سال و لهستانی‌های بالای ۱۴ سال که در دولت عمومی زندگی می‌کردند، ابلاغ کردند. میان سال‌های ۱۹۳۹ و ۱۹۴۵، حدود ۳ میلیون شهروند لهستانی برای برده‌کشی به رایش منتقل شدند؛ بسیاری از آن‌ها دختران و پسران نوجوان بودند. اگرچه آلمان از کارگران اجباری از اروپای غربی نیز استفاده می‌کرد، اما لهستانی‌ها و دیگر اروپاییان شرقی که از دید نژادی «دون‌پایه» بودند، تحت اقدامات تبعیض‌آلود شدید قرار گرفتند. کارگران لهستانی ناچار بودند ساعت‌های طولانی‌تری با حقوق کمتر از حقوق پایه بردگان اروپایی غربی کار کنند. آنها ناچار شدند برچسب‌های بنفش به شکل حرف «P» بر روی لباس‌هایشان بدوزند، تحت قانون منع رفت‌وآمد قرار گیرند، و از حمل و نقل عمومی منع شدند. در حالی که نحوه رفتار با کارگران کارخانه یا کمکیاران در کشتزارها اغلب بسته به شخص کارفرما متفاوت بود، در بسیاری از شهرها لهستانی‌ها ناچار به زندگی در پادگان‌های محصور شده توسط سیم خاردار می‌شدند. رابطه اجتماعی با آلمانی‌ها در خارج از کار ممنوع بود و روابط جنسی («اختلاط نژادی») بالاترین جرم محسوب می‌شد و مجازاتشان مرگ بود. در طول جنگ، صدها مرد لهستانی به دلیل روابطشان با زنان آلمانی اعدام شدند. به تخمین یان گروس، تاریخ‌دان، «تنها تا ۱۵ درصد» از کل لهستانی‌هایی که به آلمان رفتند، به شکل داوطلبانه این کار را کردند.
تجاوزهای دسته‌جمعی علیه زنان و دختران لهستانی، از جمله در حین اعدام‌های تنبیهی شهروندان لهستانی، پیش از تیرباران کردنشان صورت می‌گرفتند. همچنین، تعداد زیادی از زنان لهستانی با هدف ناچار کردنشان به خدمت در روسپی‌خانه‌های ارتش آلمان، به تناوب دستگیر می‌شدند. به‌صف‌کشی‌های گسترده توسط نازی‌ها در بسیاری از شهرهای لهستان با هدف اسارت زنان جوان انجام می‌شدند و بعدها این زنان ناچار به کار در روسپی‌خانه‌ها با حضور سربازان و افسران آلمانی می‌شدند. دختران ۱۵ ساله که در ظاهر «مناسب برای کار کشاورزی در آلمان» عنوان می‌شدند، توسط سربازان آلمانی در این مکان‌ها مورد سوءاستفاده جنسی قرار می‌گرفتند.

## اعدام‌های بی‌رویه

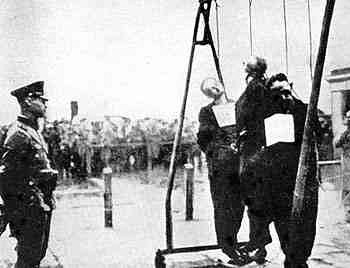
اعدام علنی شهروندان لهستانی توسط آلمان، ووچ، کتاب سیاه لهستان، به چاپ رسیده در لندن در ۱۹۴۲ توسط دولت در تبعید لهستان.

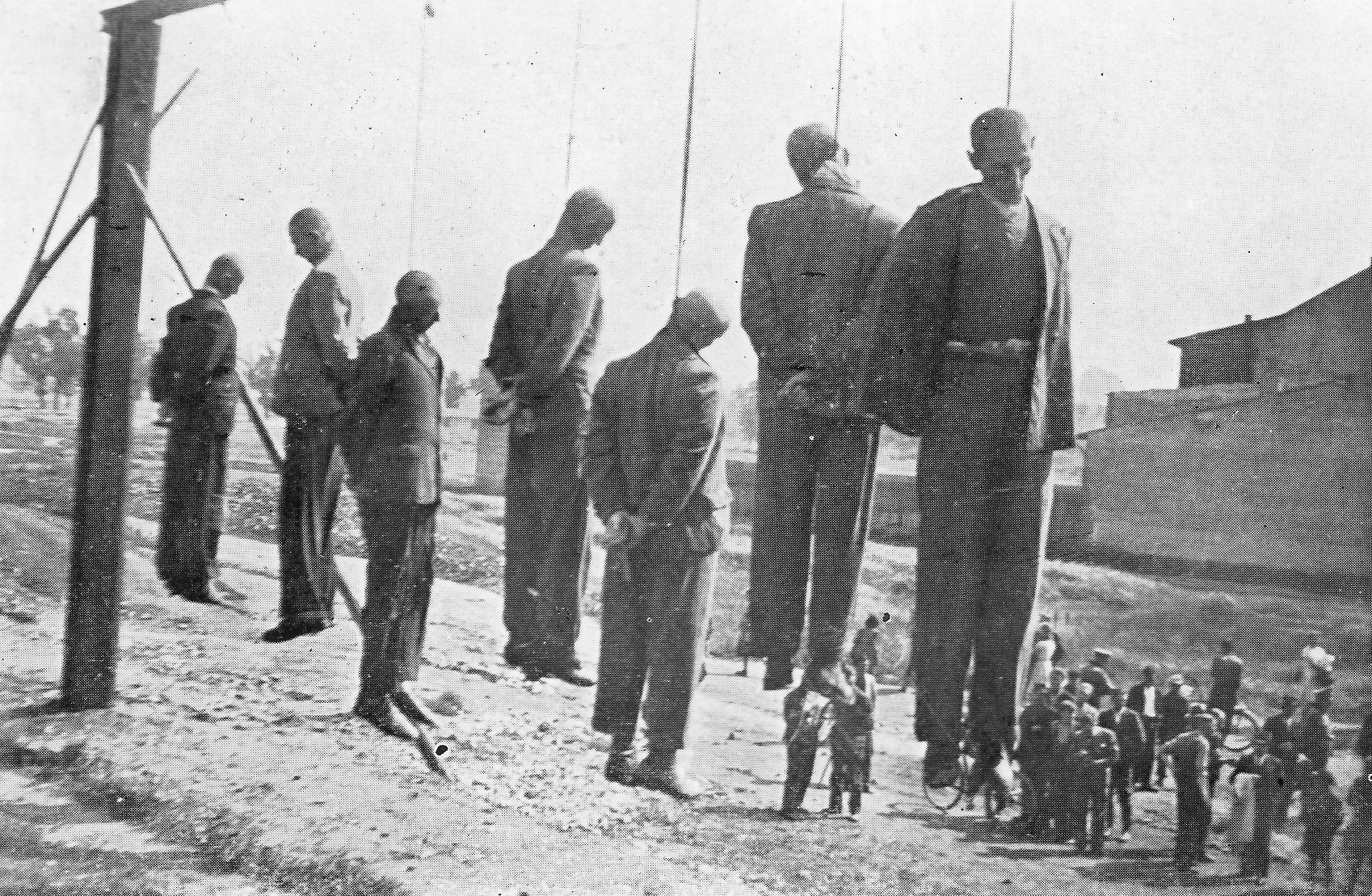
اعدام علنی شهروندان لهستانی توسط آلمان، کراکوف، ۲۶ ژوئن ۱۹۴۲

لهستانی‌تبارها در لهستان هدف سیاست واپانکا (łapanka) قرار گرفتند که نیروهای آلمانی از آن برای به‌صف‌کشی غیرقانوی غیرنظامیان در خیابان‌ها استفاده می‌کردند. در ورشو، میان سال‌های ۱۹۴۲ و ۱۹۴۴، روزانه حدود ۴۰۰ تن قربانی واپانکا می‌شدند. تخمین زده می‌شود که ده‌ها هزار تن از این قربانیان در اعدام‌های دسته‌جمعی کشته شده باشند؛ از جمله حدود ۳۷٬۰۰۰ تن در مجموعه زندان پاویاک که توسط گشتاپو اداره می‌شود، و هزاران تن دیگر که در ویرانه‌های گتو ورشو کشته شدند.

### پاکسازی بیماران روانی
در ژوئیه ۱۹۳۹، برنامه‌ای پنهانی به نام عملیات تی۴ اجرا شد که هدف آن کمک به نابودی بیماران روانی بود. در جریان حمله آلمان به لهستان، این برنامه در سطح گسترده‌ای در سرزمین‌های اشغالی اعمال شد. اغلب، تمام بیماران با همراهی سربازان از گروه‌های ویژه اس‌اس، با کامیون به مکان‌های کشتار برده می‌شدند. نخستین اقدامات از این نوع در یک بیمارستان بزرگ روانپزشکی در استاروگارد در ۲۲ سپتامبر ۱۹۳۹ (منطقه گدانسک) و همچنین در گینیزنا و نیز در کوشچیان صورت گرفتند.
تعداد کل بیماران روانی که میان سال‌های ۱۹۳۹ تا ۱۹۴۵ توسط نازی‌ها در لهستان اشغالی کشته شدند بیش از ۱۶٬۰۰۰ تن تخمین زده می‌شود. ۱۰ هزار بیمار دیگر به دلیل سوءتغذیه جان خود را از دست دادند. تقریباً ۱۰۰ تن از ۲۴۳ عضو انجمن روانپزشکی لهستان به همان سرنوشت بیماران خود دچار شدند.
اعدام بیماران با جوخه‌های تیر و تپانچه شامل ۴۰۰ بیمار از یک بیمارستان روانپزشکی در خه‌اوم، در یکم فوریه ۱۹۴۰، و در اووینگسکا بود. در پومرانی، آن‌ها را به یک دژ نظامی در پوزنان منتقل کردند و با گاز مونوکسیدکربن در سنگرهای دژ هفتم کشتند؛ از جمله کودکان و همچنین زنانی که مقامات آن‌ها را به عنوان روسپیان لهستانی طبقه‌بندی کرده بودند. سایر بیماران بیمارستان اووینگسکابا استفاده از گازهای خروجی از موتور وانت‌های مهر و موم شده کشته شدند. از همین روش در بیمارستان کوچانفسکا در نزدیکی ووچ استفاده شد، که در آن ۸۴۰ تن در سال ۱۹۴۰ کشته شدند؛ در مجموع ۱٬۱۲۶ قربانی در ۲۸۶ کلینیک.
این نخستین آزمایش «موفقیت‌آمیز» کشتار لهستانی‌ها با استفاده از گاز بود. این روش بعدها بر روی بسیاری دیگر از بیماران روانی در لهستان و آلمان به تکمیل رسید. از سال ۱۹۴۱ به بعد، این روش به‌طور گسترده در اردوگاه‌های مرگ مورد بهره‌گیری قرار گرفت. وانت‌های گاز نازی نیز برای نخستین بار در سال ۱۹۴۰ برای کشتن کودکان لهستانی دچار بیماری روانی مورد استفاده قرار گرفتند.
در سال ۱۹۴۳، ویلهلم کوپ، رهبر اس‌اس و پلیس در لهستان، دستور داد تا بیش از ۳۰٬۰۰۰ بیمار لهستانی که از سل رنج می‌بردند با توجیه «خطر برای سلامتی» پاکسازی شوند. بیشتر آن‌ها در اردوگاه مرگ خلمنو کشته شدند.

## آزار و اذیت کلیسای کاتولیک

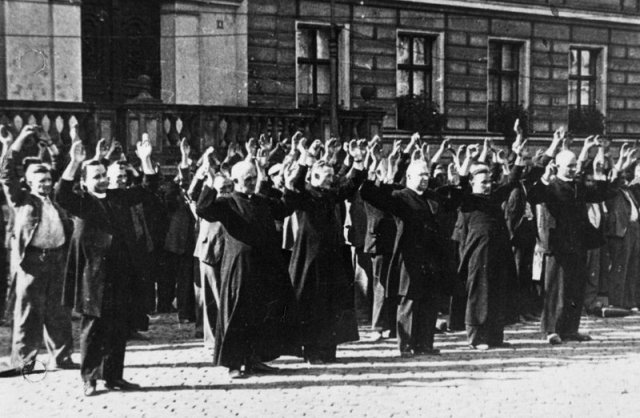
کشیش‌ها و غیرنظامیان لهستانی در بازار قدیمی بیدگوشچ، ۹ سپتامبر ۱۹۳۹

به نوشته سر ایان کرشاو، در طرح هیتلر برای آلمانی‌سازی اروپای مرکزی و شرقی، جایی برای کلیساهای مسیحی وجود نداشت.
از نظر تاریخی، این کلیسا نیرویی اصلی در همبستگی ملی لهستان علیه سلطه بیگانگان بوده‌است؛ بنابراین نازی‌ها روحانیون، راهبان و راهبه‌ها را، هم به دلیل فعالیت مقاومتی و هم به دلیل اهمیت فرهنگی آن‌ها، در کارزارهای وحشت خود هدف قرار دادند. در دوره کوتاه فرماندهی نظامی از یکم سپتامبر تا ۲۵ اکتبر ۱۹۳۹، به نوشته دیویس: «طبق یک منبع، ۷۱۴ اعدام دسته‌جمعی انجام شد و ۶۳۷۶ تن، عمدتاً کاتولیک، تیرباران شدند. دیگر منابع تلفات را تنها در یک شهر ۲۰٬۰۰۰ ذکر می‌کنند. این برخردها نمایانگر آنچه که قرار بود بر سر ملت بیاید، بودند.» به نوشته دانشنامه بریتانیکا، ۱۸۱۱ کشیش لهستانی در اردوگاه‌های کار اجباری نازی‌ها درگذشتند.
شدیدترین برخوردهای نازی‌ها با کلیسا در سرزمین‌های انضممی به خاک آلمان بزرگ بودند که در آن‌ها نازی‌ها اقدام به برچیدن هدفمند کلیسا کردند - دستگیری رهبران آن، تبعید روحانیون آن، بسته شدن کلیساها، صومعه‌ها. بسیاری از روحانیون به قتل رسیدند.
کلیسای کاتولیک در قلمرو انضمامی رایخس‌گائو وارته‌لاند با شدت بیشتری نسبت به دیگر مناطق سرکوب شد. در وارته‌لاند، فرمانده منطقه آرتور گرایزر، با تشویق راینهارد هایدریش و مارتین بورمان، تهاجم شدیدی به کلیسای کاتولیک را آغاز کرد. املاک و دارایی‌های آن مصادره شد و سازمان‌های آن تعطیل شدند. ایوانز می‌نویسد که «تعداد زیادی از روحانیون، راهبان، مدیران حوزوی و مقامات کلیسا دستگیر و به دولت عمومی تبعید شدند، یا به اردوگاه‌های کار اجباری در رایش منتقل شدند، یا به سادگی تیرباران شدند. در مجموع حدود ۱۷۰۰ کشیش لهستانی در داخائو کشته شدند: نیمی از آن‌ها از دوران حبس خود زنده بیرون نیامدند.» اوگوست یگر، رئیس اداری گرایزر پیشتر تلاش برای نازی‌سازی کلیسای انجیلی در پروس را بر عهده داشت. در لهستان، وی به دلیل شدت دشمنی با کلیسا، لقب «Kirchen-Jager» (شکارچی کلیسا) را گرفت.
به نوشته ایوانز: «در پایان سال ۱۹۴۱، کلیسای کاتولیک لهستان در وارته‌لاند در عمل غیرقانونی شناخته می‌شد. به رغم یادداشت اعتراض‌آمیز پاپ نسبت به مسئله آزار و اذیت کلیسای کاتولیک در اوایل ۲۷ اکتبر ۱۹۳۹، این کلیسا در سایر سرزمین‌های اشغالی کمابیش آلمانی‌سازی شده بود.» آلمانی‌ها همچنین حوزه‌های علمیه را تعطیل و راهبان و راهبه‌ها را در سراسر لهستان مورد تعقیب قرار دادند. در پومرنی، از ۶۵۰ کشیش بجز ۲۰ نفر همه تیرباران، یا به اردوگاه‌های کار اجباری فرستاده شدند. میان سال‌های ۱۹۳۹ و ۱۹۴۵، ۲۹۳۵ عضو روحانیت لهستانی (برابر با ۱۸ درصد کل آن) در اردوگاه‌های کار اجباری کشته شدند. در ووتس‌واوک، ۴۹ درصد کشیشان کاتولیک شهر کشته شدند. در خلمنو، ۴۸ درصد. صد و هشت تن از آن‌ها به عنوان شهدای تقدیس‌شده قلمداد می‌شوند. در میان آنها، ماکسیمیلیان کلبه، که داوطلبانه به جای یک غریبه در آشویتس درگذشت، در سال ۱۹۸۲ به عنوان «قدیس» شناخته شد.

## نابودی یهودیت لهستانی (۱۹۴۱–۴۳)

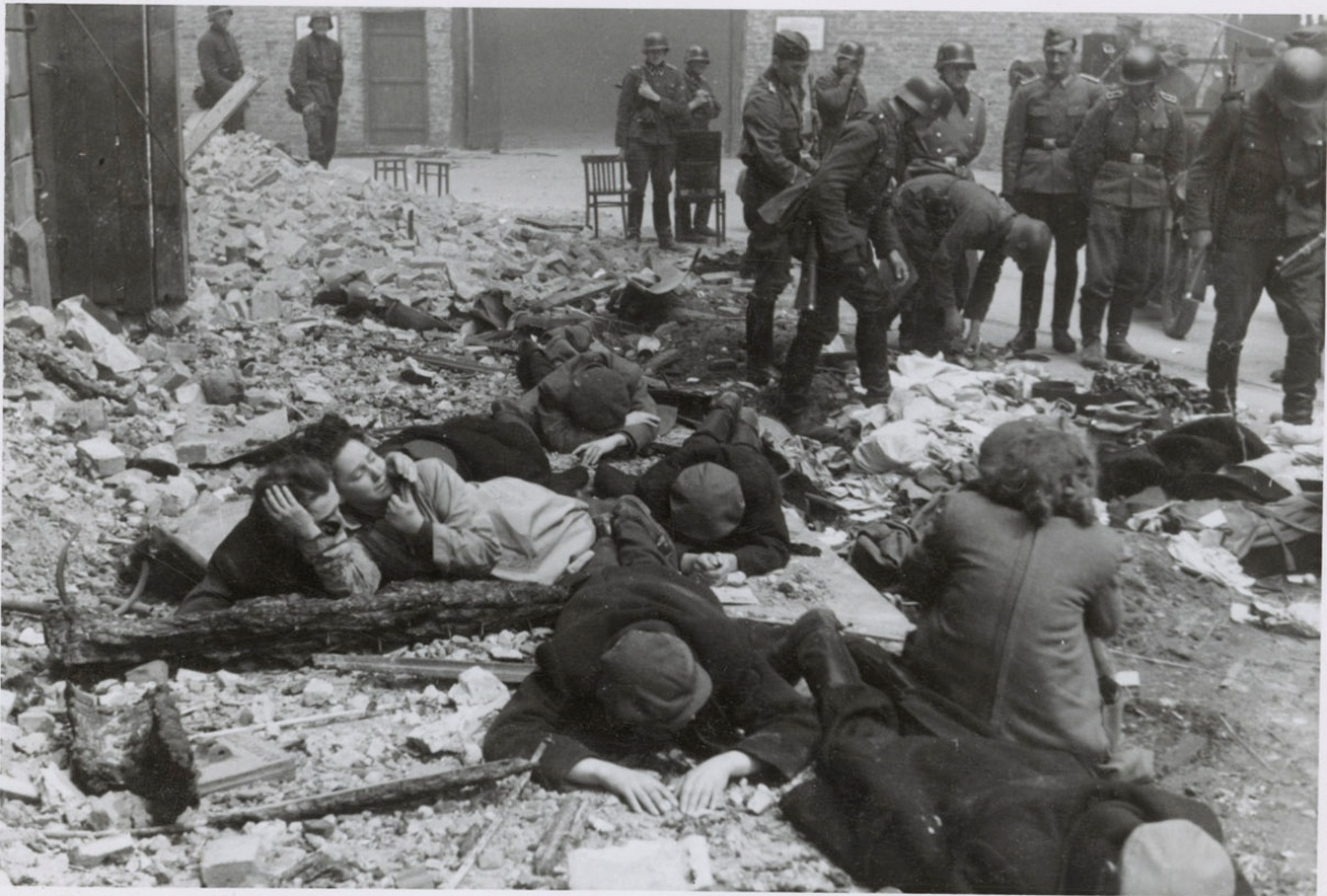
یهودیان لهستانی از درون پناهگاه توسط نیروهای آلمانی بیرون آورده می‌شوند؛ خیزش گتو ورشو، ۱۹۴۳

هولوکاست در لهستان تحت اشغال آلمان شامل اجرای سیاست نازی‌های آلمان در جهت نابودی هدفمند و عمدتاً موفقیت‌آمیز جمعیت یهودیان لهستان بود، که نازی‌ها ایشان را دون‌انسان می‌دانستند. میان تهاجم ۱۹۳۹ به لهستان و پایان جنگ جهانی دوم، بیش از ۹۰ درصد از یهودیان لهستانی از میان رفتند. شش اردوگاه مرگ (آشویتس، بلزک، خلمنو، مایدانک، سوبیبور و تربلینکا) ایجاد شدند تا در آن‌ها کشتار میلیون‌ها یهودی لهستانی و گروه‌های مختلف دیگر میان سال‌های ۱۹۴۲ و ۱۹۴۴ انجام شود. هیچ محافظ لهستانی در هیچ یک از آنها وجود نداشت. از جمعیت ۳٬۵۰۰٬۰۰۰ تنی یهودیان لهستان پیش از جنگ، تنها حدود ۵۰٬۰۰۰–۱۲۰٬۰۰۰ یهودی از جنگ جان سالم به در بردند.

## نابودی ورشو در ۱۹۴۴

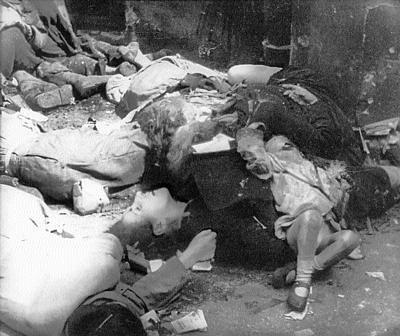
غیرنظامیان لهستانی کشته شده توسط نیروهای اس‌اس در جریان قیام ورشو، اوت ۱۹۴۴

در جریان سرکوب قیام ۱۹۴۴ در ورشو، و در پی دستور هیتلر برای با خاک یکسان کردن شهر، نیروهای آلمانی جنایات زیادی را علیه غیرنظامیان لهستانی صورت دادند. بدنام‌ترین آن‌ها کشتار در وولا بود که در آن در ابتدای اوت ۱۹۴۴، میان ۴۰ تا ۵۰٬۰۰۰ غیرنظامی (مرد، زن و کودک) به شکل روش‌مند به‌صف کشیده شده و توسط آینزاتس‌کماندوی زیخرهایتس‌پولیتزای به فرماندهی هاینز راینفارت و بزهکاران مورد بخشش قرار گرفتهٔ آلمانی از تیپ دیرلوانگر، اعدام شدند. دیگر کشتارهای مشابه در مناطق شرودمیشچیه (مرکز شهر)، ستاره میاستو (شهر قدیم) و مناطق ماریمونت روی دادند. در اوخوتا، زنجیرهٔ از قتل‌های غیرنظامیان، تجاوزها و غارت‌ها توسط همدستان روسی RONA رخ داد. پس از سقوط ستاره میاستو، در اوایل ماه سپتامبر، ۷۰۰۰ بیمار به شدت مجروح بیمارستان‌ها اعدام یا زنده زنده سوزانده شدند. جنایات مشابهی بعدها در منطقه چرنیاکوف و پس از سقوط مناطق پوویشله و موکوتوف روی دادند.
آلمانی‌ها تا اواخر سپتامبر ۱۹۴۴ مبارزان مقاومت لهستان را جنگجو قلمداد نمی‌کردند؛ بنابراین، در صورت دستگیری، آن‌ها بدون دادگاهی شدن یا اسارت اعدام می‌شدند. صد و شصت و پنج هزار غیرنظامی بازمانده به اردوگاه‌های کارگری، و ۵۰٬۰۰۰ نفر به اردوگاه‌های کار اجباری فرستاده شدند، در حالی که شهر ویران شده به شکل هدفمندی تخریب می‌شد. نه راینفارت و نه اریش فون دم باخ-زلوسکی هرگز به جرم جنایاتی که هنگام سرکوب قیام مرتکب شده بودند، محاکمه نشدند. درخواست لهستان از آلمان برای استرداد ویلهلم کوپ عفو شده نیز رد شد.